# Goniomitrium enerve
Goniomitrium enerve là một loài Rêu trong họ Funariaceae. Loài này được Hook. & Wilson mô tả khoa học đầu tiên năm 1846.